# 반포 아크로리버파크
아크로리버파크(영어: Acroriver Park)은 대한민국 서울특별시 서초구 반포동에 위치한 고급 대단지 아파트다. 내부 시설은 30층 ~ 31층에 마련된 스카이라운지가 있다.

## 역사
2013년 10월 신반포1차 '특별건축구역'을 지정하고 같은 해 착공하였고 2016년 완공되어 같은 해 8월에 입주가 시작되었다. 2017년 9월 건축법 위반사항 1차시정명령이 있고 11월 건축법 위반사항 2차시정명령이 있다. 12월 주민공청회가 개최되고 2018년 1월 서초구-아크로리버파크 입주자대표회의 협상 시작하였고 4월 합의안 도출했다.

## 문제점
부실공사로 인하여 수영장과 지하주차장등을 자주 보수 공사하고 있다.